# Твердосплавні долота

Рис. Твердосплавне долото ІНМ типу М: 1 — корпус; 2 — приєднувальна різьба; 3 — різці-вставки; 4 — насадка; 5 — промивні канали

Твердосплавні долота — різновид бурового долота. 
У твердосплавних доліт ІНМ контактні сектори армовані твердим сплавом «Славутич» і зубцями, виготовленими з твердого сплаву.
Долота ІНМ руйнують породу аналогічно алмазним долотам за принципом різання (мікрорізання) і стирання.
Долото складається зі стального корпуса, на торцевій профільній і калібруючій стінку свердловини поверхні якого, виконаній у вигляді радіально розміщених секторів, є зубці-вставки з твердого сплаву «Славутич» (рис.). Твердий сплав “Славутич” виготовляють методами порошкової металургії на основі природних або синтетичних алмазних кристалів і карбіду вольфраму. Виліт твердосплавних зубців над контактною поверхнею складає (3 ‒ 5) мм, а на поверхні, що калібрує стінки свердловини, зубці втоплені.
З'єднують долото з бурильною колоною або валом вибійного двигуна за допомогою замкової різьби.
Промивальна рідина з насадок надходить у промивні канали між секторами долота.